# Синиця (Обухівський район)
Сини́ця — село в Україні, у Обухівському районі Київської області. Населення становить 378 осіб.

## Історія
Станом на 1885 рік у колишньому власницькому селі Богуславської волості Канівського повіту Київської губернії мешкало 1340 осіб, налічувалось 162 дворових господарства, існували православна церква, школа та 3 постоялих будинки.
За переписом 1897 року кількість мешканців зросла до 1947 осіб (1025 чоловічої статі та 922 — жіночої), з яких 1885 — православної віри.
Синиця — село, центр сільської ради, розташоване на правому березі річки Рось при річечці Стара Синиця, за 17 км від районного центру та 15 км від залізничної станції «Ольшаниця». Площа — 388,9 га. Кількість населення станом на 01.01.2007 р. — 320 осіб. Кількість дворів — 250. День села — 13 травня.

### Походження назви
Згідно з однією із легенд, свою назву село отримало від річки Синиця. Назва ж Синиця, ймовірно, походить від Кинт або Синд — так саварською мовою називалася у свій час річка, яка впадала в Рось у цій місцевості. Згідно з археологічними знахідками, перші історичні поселення на території села відносяться до VIII—III ст. до н. е., про що свідчать скіфські кургани, залишки яких збереглися до наших днів. За низкою літописних даних, на цій місцевості у VI—IX ст. н. е. мешкало плем'я полян — найбільш могутнє й освічене зі східносло-в'янських племен. Основою господарства полян було землеробство із застосуванням рала і плуга. Розвинутими були також скотарство, промисли та ремесла.

### Древні часи
Біля Синиці знаходиться ранньослов'янський могильник зарубинецько-корчуватського типу. Густинський літопис вказує, що Ярослав Мудрий у 1032 р., посилюючи південні кордони Київської держави, побудував ряд укріплень по річці Рось та заклав такі міста на Росі, як Юр'єв, Корсунь, Богуслав. Ці міста були з'єднані між собою так званим «змійовим» валом. Сліди валу збереглися в Синиці до наших часів — на південь від річки Рось. За народними переказами, Синиця також була колись містом-фортецею, зручно розташованим і добре укріпленим між двома річками — Синицею і Россю. На той час у місті діяли кілька церков та греко-католицький монастир, якому належали декілька млинів на річці Синиця.
Перші згадки про Синицю в історичних джерелах датуються 1706 р. Саме тоді було закладено церкву Воскресіння Христа. У візиті Богуславського деканату 1746 р. говориться, що нова церква Синицька в ім'я Воскресіння Христова була закладена біля старої, яка існувала з 1706 р. Церква була зруйнована у 1962 р., а на її місці у пристосованому приміщенні відкрита православна Свято-Вознесенька церква.
У 1362 р. територія району знаходилася під владою Литви, а після Люблінської унії 1569 р. — під владою Польщі. З Поросся розповсюджувався по Україні національно-визвольний рух, що призвів до утворення самобутньої Гетьмансько-козацької держави Богдана Хмельницького. У часи розквіту козацтва Запорізька Січ ніколи не поривала живого зв'язку з Пороссям, що залишалося її головною базою поповнення людьми, забезпечення продовольством і спорядженням. Взагалі існує багато фактів і доказів тому, що «паростки» козацтва походять із пороських територій. Досі в селі збереглися реєстрові козацькі прізвища, такі як Гамалій, Довбенко, Журавль, Коваль, Онищенко, Харченко, Чуприна, Швець, Шкарбан. У 1685 р., королівським указом богуславщина отримала права на несплату податків на 15 років, а в 1712 р. Річ Посполита відновила контроль над територією, що кілька років перебувала під російською окупацією.

### XVIII—XIXст.
У 1765 р. Синиця названа містечком і вважалася особливим староством, яке знаходилося до 1789 р. у володінні Костянтина Олізара. За подій Коліївщини 1768 р. на Богуславщину і в Синицю після унії знову повернулося православ'я. У 1777 р. польський король Станіслав Август подарував Богуславське староство князю С. Понятовському. Після другого поділу Польщі (1793 р.) територія увійшла до складу Росії.
У 1795 р. містечко мало 80 дворів, кількість населення — 631 особа. У 1884 р. в Синиці було 162 двори, в яких мешкали 1530 осіб; у 1968 р. — 333 двори з 831 жителем. Основне заняття населення — хліборобство, тваринництво. У 1799 р. князь С. Понятовський продав Богуславський ключ графу К. Браницькому за 4 млн золотих. У 1837 р. Синиця увійшла до Канівського повіту.
Церкву победовано 1701 року. Клірові відомості, метричні книги, сповідні розписи церкви Воскресіння Христового с. Синиця Богуславської волості, пов., з 1846 р. Канівського пов. Київської губ. зберігаються в ЦДІАК УКраїни.

### XXст.
У 1922 р. було створено ТСОЗи: «Зоря», «Ранок», «Іскра», «Нива», «Кущ», — які у 1929 р. перетворилися в колгоспи ім. Першого Травня, «Кущ», «Нива», «Хлібороб». У 1932 р. вони об'єдналися в один колгосп. В роки голодомору 1932—1933 рр. у селі померло понад 138 осіб. Синиця було окуповане військами Вермахту 17 липня 1941-го, а 31 січня 1944-го — зайнято Червоною Армією.
На примусові роботи до Німеччини було вивезено 87 жителів, на фронті Другої світової загинув 101 односелець. У 1959 р. Синицький колгосп об'єднався із сусіднім Дибинецьким колгоспом в одне господарство — ім. Жданова.

### Сучасність
У 1988 р. Синиця відокремилася в господарство «Нива». З 2000 р. це сільськогосподарський виробничий кооператив «Нива». У свій час у селі побували такі історичні діячі: Богдан Хмельницький (надавав великого значення Богуславу і неодноразово робив його місцем збору своїх військ; гетьман стояв тут полками у 1651 р., 1654 р. та 1655 р.); Самійло Самусь (з 1692 р. обіймав посаду наказного гетьмана правобережних козаків, був позбавлений гетьманства і оселився в Богуславі; він побудував Богуславський монастир, заснував і заселив чимало слобід уздовж річки Рось); Григорій Котовський (у лютому 1921 р. боровся з Петлюрою і Махном).
У селі функціонують бібліотека, клуб, ФАП.

## Відомі люди
- Бондаренко Оверко Ісакович — вояк Армії УНР.
- Шагова Надія Дем'янівна — депутат Верховної Ради УРСР 11-го скликання.
- Устенко Мефодій Гурович — літературознавець